# Juin 1977

## Évènements
- Le dialogue Nord-Sud amorcé 18 mois plus tôt avorte faute de crédits suffisants votés par le Congrès[réf. nécessaire].

- 3 juin (Rallye automobile) : arrivée du Rallye de l'Acropole.
- 4 et 5 juin : Coup d'État aux Seychelles

- 5 juin (Formule 1) : Grand Prix automobile de Belgique.

- 10 juin : au Mali, la Cour de sûreté de l'État condamne à mort 7 sous-officiers et soldats et 5 nomades accusés d’« avoir tenté un coup d’État en 1976 ». Agitation estudiantine.

- 11 juin : départ de la quarante-cinquième édition des 24 Heures du Mans.

- 12 juin : victoire de Jacky Ickx, Hurley Haywood et Jürgen Barth aux 24 Heures du Mans.

- 15 juin : élections législatives en Espagne. Le PSOE obtient 29 %, le PCE 9 %, l’UCD d’Adolfo Suárez 34 % (165 sièges sur 350).

- 16 juin (Union soviétique) : départ de Nikolaï Podgorny. Léonid Brejnev cumule les fonctions de président du Conseil et de président du Soviet suprême.

- 19 juin (Formule 1) : Grand Prix automobile de Suède.

- 23 juin : sévère critique de l'« eurocommunisme » par l'URSS.

- 25 juin : Première marche des fiertés LGBT de Paris.

- 27 juin : indépendance de Djibouti.

- 30 juin : dissolution de l'Organisation du traité de l'Asie du Sud-Est, à la suite de la fin de la guerre du Viêt Nam.

## Naissances
- 1er juin : Dmitri Jirnov, diplomate russe.
- 2 juin : Illia Kiva, homme politique ukrainien († 6 décembre 2023).
- 3 juin : Cristiano Marques Gomes (dit Cris), footballeur brésilien
- 4 juin : Mohamed Oukil, footballeur algérien.
- 6 juin : Małgosia Bela, mannequin et actrice polonaise.
- 7 juin : Fabrice Éboué, humoriste et acteur français.
- 8 juin : Kanye West, rappeur américain.
- 9 juin : Sandra Colombo, humoriste et comédienne française.
- 10 juin : Benjamin Millepied, danseur et chorégraphe français.
- 11 juin : Nizar Chaari, animateur et producteur tunisien.
- 12 juin : Marc Balmand, comédien et chanteur français.
- 13 juin : Romain Mesnil, perchiste français.
- 14 juin : Stefan Rokebrand, acteur néerlandais.
- 18 juin : Kaja Kallas, femme politique estonienne et première ministre de l'Estonie de 2021 à 2024 et Vice-présidente de la Commission européenne affaires étrangères.
- 21 juin : Théophile Kouamouo, journaliste français d'origine camerounaise.
- 23 juin : Sian Heder, écrivaine américaine.
- 27 juin : Raúl, footballeur espagnol.

## Décès
- 4 juin : 
  - Louis Hickel, résistant, médecin et homme politique français (° 12 octobre 1920).
  - Roberto Rossellini, réalisateur italien. (° 8 mai 1906]
- 13 juin: Matthew Garber, acteur anglais.
- 16 juin : Wernher von Braun, ingénieur américain d'origine allemande.
- 19 juin : Fernand Demany, journaliste et homme politique belge (° 26 juin 1904).